# Maskenbal na žicama
Maskenbal na žicama je sedamnaesta po redu knjiga književnika Perice Jokića, objavljena u izdanju „Alme“ iz Beograda, 2020. godine.

## Koncepcija romana
Roman Maskenbal na žicama sastavljen je od 144 telefonska razgovora svrstana u četiri poglavlja. Celokupan roman je pisan u dijaloškoj formi, nema pripovedača, pa za praćenje radnje čitalac mora da se osloni isključivo na telefonske razgovore aktera, od kojih saznaje šta se zbiva. Čitalac je ovde u prednosti jer ima mogućnost da osluškuje sve razgovore, dak akteri romana znaju samo za one u kojima sami učestvuju.

## Mesto i vreme radnje
Kao što u podnaslovu romana piše, mesto zbivanja je London. Tačnije „London i okolina“, što znači da se radnja izvesno odvija, kako se saznaje, i u drugim mestima: Kembridžu, Lionu, Sent Moricu...
Vreme radnje – decembar / januar 1985/86.

## Fabula
Maskenbal na žicama je dektivski roman u kojem će, povratkom dvadesetšestogodišnje Sare u rodni London, biti pokrenut čitav niz dešavanja, kao i operacija Aznavur u kojoj su uključeni Sarini poznanici Hemri, Brajan i Lili. Klupko operacije pokušaće da razmota Fredi, ali na tom detektivskom poslu biće ometen mehanizmima zavođenja od strane misteriozne Lili. Otkrivanje istine Fredi će, kao u Sofoklovoj tragediji, morati da plati gorkim saznanjima.

## Statistika
Na kraju romana postoji statistika o broju pojedinačnih razgovora koji su vođeni. To je ujedno i spisak svih aktera u romanu, poređanih od najveće do najmanje uloge.

## Recenzije
Na poslednjim stranicama knjige su recenzije. Pisali su ih Mr Bojan Rajević i Bojan Bogdanović. Recenzija Matije Bećkovića nije učla u knjigu, ali je izvod iz nje objavljen na sajtu Espona.

## Istinski pronalazak i pravi duhovni pogodak
„Kad bismo po onome što piše Perica Jokić odgonetali gde on živi pre bismo pomislili da živi i radi u Berlinu a ne u Beranama. Već decenijama se oglašava svojim modernim i originalnim pričama, humoreskama, aforizmima, a svaka originalnost je uvek bolja od oponašanja. Držeći korak s vremenom Perica Jokić je napisao roman čiji sadržaj čine telefonski razgovori. Već je to istinski pronalazak i pravi duhovni pogodak, kojeg se, koliko znam, niko nije setio pre Perice Jokića iako je bio toliko očigledan. Nikad se nije toliko razgovaralo telefonom i nikad telefon nije igrao toliku  ulogu u životu ljudi kao u našem vremenu. Bez telefona  se više ne može  zamisliti ni današnje vreme ni život današnjeg čoveka. A to znači ni film, ni pozorište, ni književnost. Perica Jokić je prvi napisao roman u kojem je telefon glavni junak. Već to njegovom romanu obezbeđuje budućnost i garantuje da će biti sa najvećom radoznalošću  dočekan i od književne  kritike i od čitalačke publike.“ (Matija Bećković)

## Kripto-roman
Dijaloška forma pripovedanja nije nepoznata, ali način autora Jokića čini malu diverziju čak i u poslovično perverzno prijemčivoj postmoderni. Svrha pisanja ove čudne knjige, kao i njeno odgonetanje/enkripcija razjasniće vam se zajedno sa mnogim neobičnim stvarima i pričama koje možete čuti putem telefonskih žica.